# Ščara
Ščara (bělorusky Шчара, rusky Щара) je řeka v Hrodenské a v Brestské oblasti v Bělorusku. Je 324 km dlouhá. Povodí má rozlohu 6992 km².

## Průběh toku
Pramení na Běloruské grjadě. Ústí zleva do Němenu, 608,9 km od jeho ústí do Kuršského zálivu.

## Vodní režim
Zdrojem vody jsou především sněhové srážky. Průměrný průtok vody ve vzdálenosti 63 km od ústí činí 31 m³/s. Zamrzá v listopadu až v lednu a rozmrzá na konci února až v první polovině dubna. Nejvyšších vodních stavů dosahuje od února do května.

## Využití
Na dolním toku jsou na řece v délce 220 km zdymadla. Přes Vyhanavské jezero je řeka spojená Ahinským kanálem s řekou Jaseldou v povodí Dněpru. Na řece leží město Slonim.